# Uta tumidarostra
Uta tumidarostra är en ödleart som beskrevs av  Grismer 1994. Uta tumidarostra ingår i släktet Uta och familjen Phrynosomatidae. Inga underarter finns listade i Catalogue of Life.
Arten förekommer på ön Isla Coloradito i Californiaviken. Den klippiga ön är täckt av gräs och buskar. Uta tumidarostra vistas gärna vid strandlinjen.
För beståndet är inga hot kända. Populationens storlek är okänd. IUCN listar arten som sårbar (VU).